# Huelva

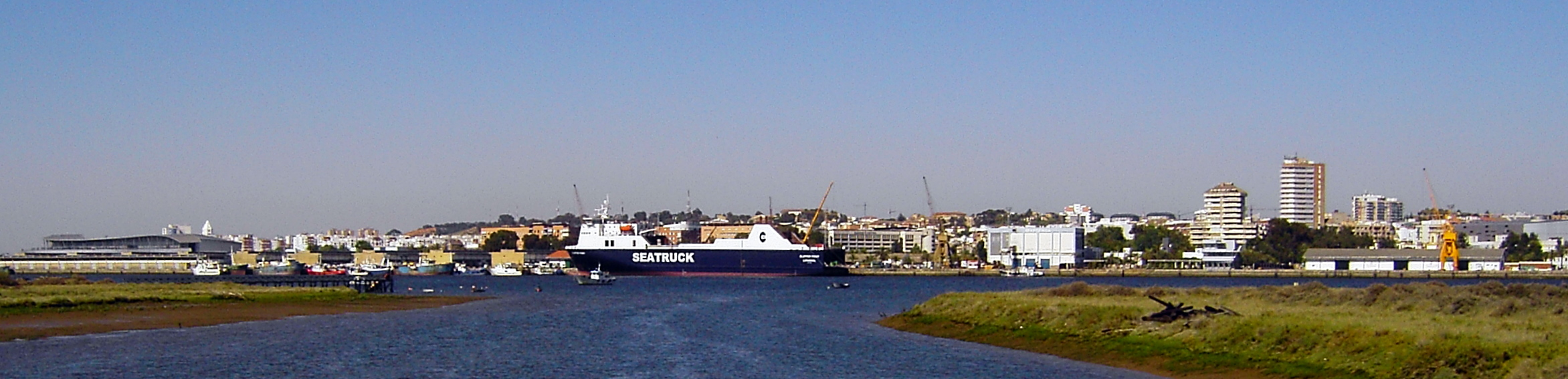
Panoramatický pohled od jihu

Huelva je město v jihozápadním cípu Španělska. Leží v západní části autonomního společenství Andalusie, 8 km od pobřeží Cádizského zálivu Atlantiku na soutoku řek Tinto a Odiel. Je centrem provincie Huelva, jedné z osmi provincií Andalusie. Ve městě žije přibližně 143 tisíc obyvatel.
Místo bylo osídleno již ve 3. tisíciletí př. n. l., později zde sídlili Féničané, Římané, Vizigóti a Arabové, na nichž město dobyl Alfons X. roku 1257. Z huelvského přístavu Palos de la Frontera vyplouval r.1492  Kryštof Kolumbus na svou první výpravu do Indie, při které ovšem doplul do Střední Ameriky, od ktéhožto data se datuje začátek novověku.  